# Lesquerella
Lesquerella é um género botânico pertencente à família Brassicaceae.